# Театр Колумба (Буенос-Айрес)
Театр Колумба (ісп. Teatro Colón) — оперний театр в Буенос-Айресі (Аргентина), один з найвідоміших оперних театрів у світі. 

## Опис

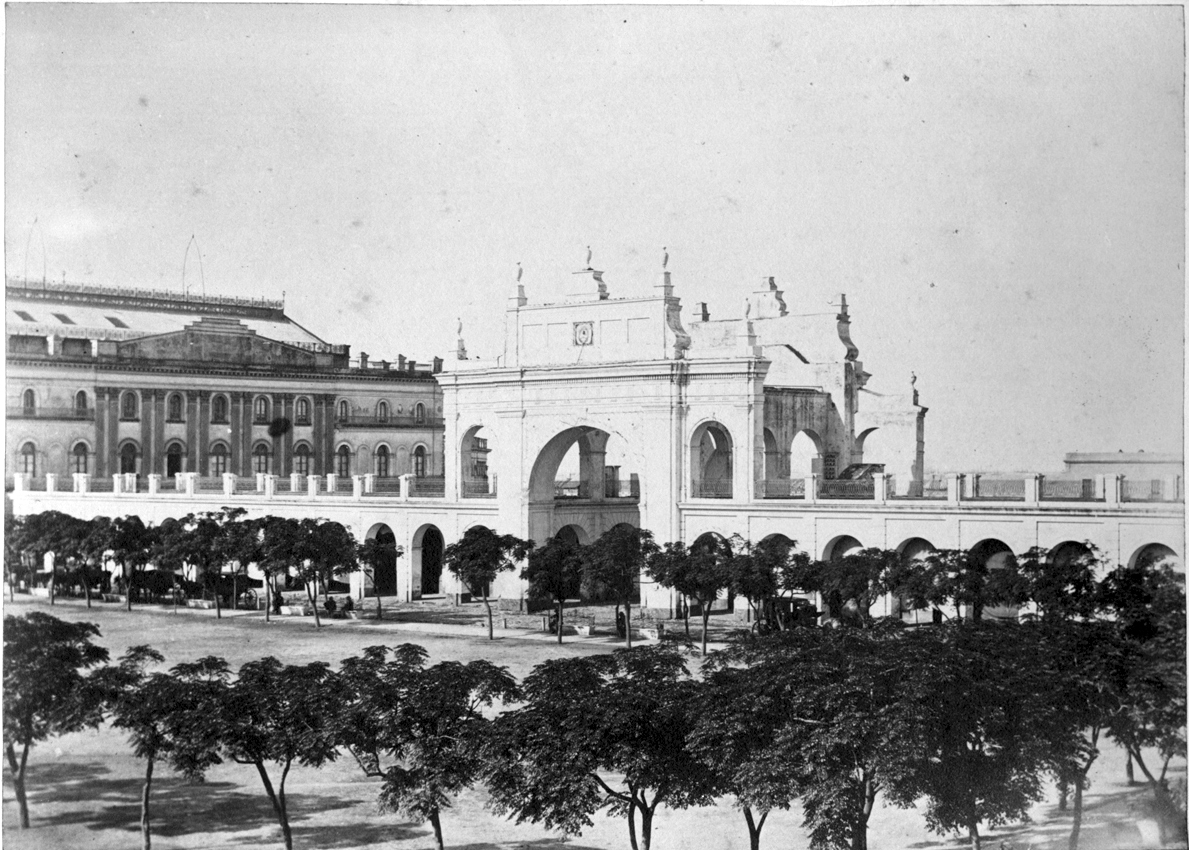
Перший театр Колумба та колонада Травневої площі (обидва пізніше зруйновані) в 1864 році

Сучасна будівля театру, друга під цією назвою, була відкрита 25 травня 1908 року після 20 років будівництва. Театр був закритий на реконструкцію в жовтні 2006 року. Його урочисте відкриття відбулося 24 травня 2010 року у рамках святкування двохсотріччя Травневої революції.
Театр розташований між дуже широким проспектом 9 липня (вулиця Серріто), вулицею В'ямонте, вулицею Лібертад (головний вхід) та вулицею Тукуман в центрі міста, на ділянці, де колись була розташована станція Західної залізниці Паркова Площа.
Площа театру 8 200 м². Зала для глядачів має форму підкови та вміщує 2487 сидячих місць (близько 4000 стоячих місць). Сцена розмірами 35,25 м завширшки, 48 м заввишки і 34,5 м завглибшки . Зала також відома чудовою акустикою.
До спорудження сучасної будівлі, оперні вистави проводилися в кількох інших театрах міста, серед яких найвідомішими були перший театр Колумба та театр Опери (ісп. Teatro de la Ópera), трупи яких переїхали до нового театру у рік його відкриття. Крім них в Буенос-Айресі існували театр Політеама та театр Колісео, відкриті в 1907 році.
З 1960 по 1963 рр. солісткою була українка Галина Андреадіс.
У театрі Колумба часто виступають й відомі іноземні трупи та співаки, а сам театр періодично виїжджає на гастролі, переважно до Монтевідео, Сан-Паулу і Ріо-де-Жанейро.

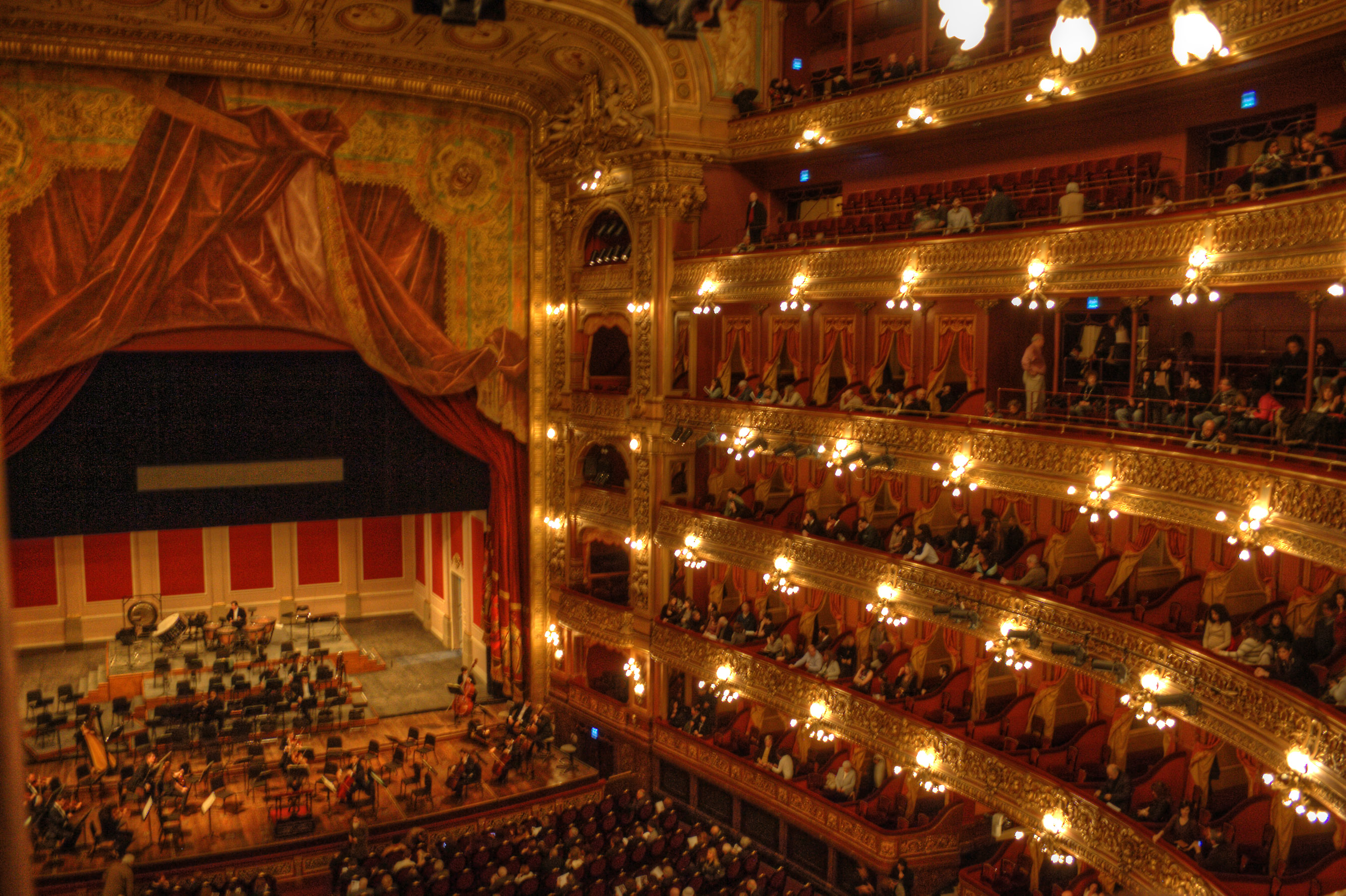
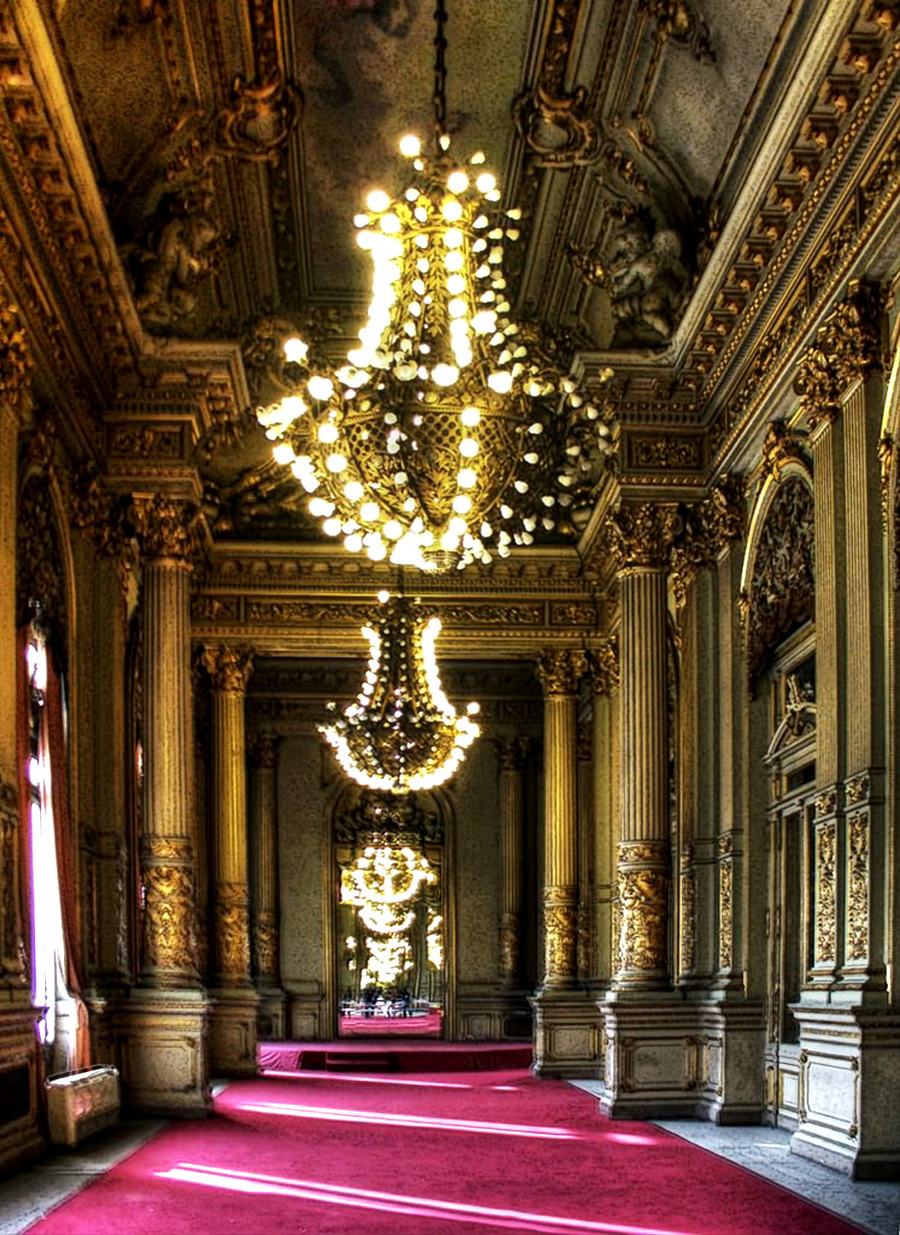
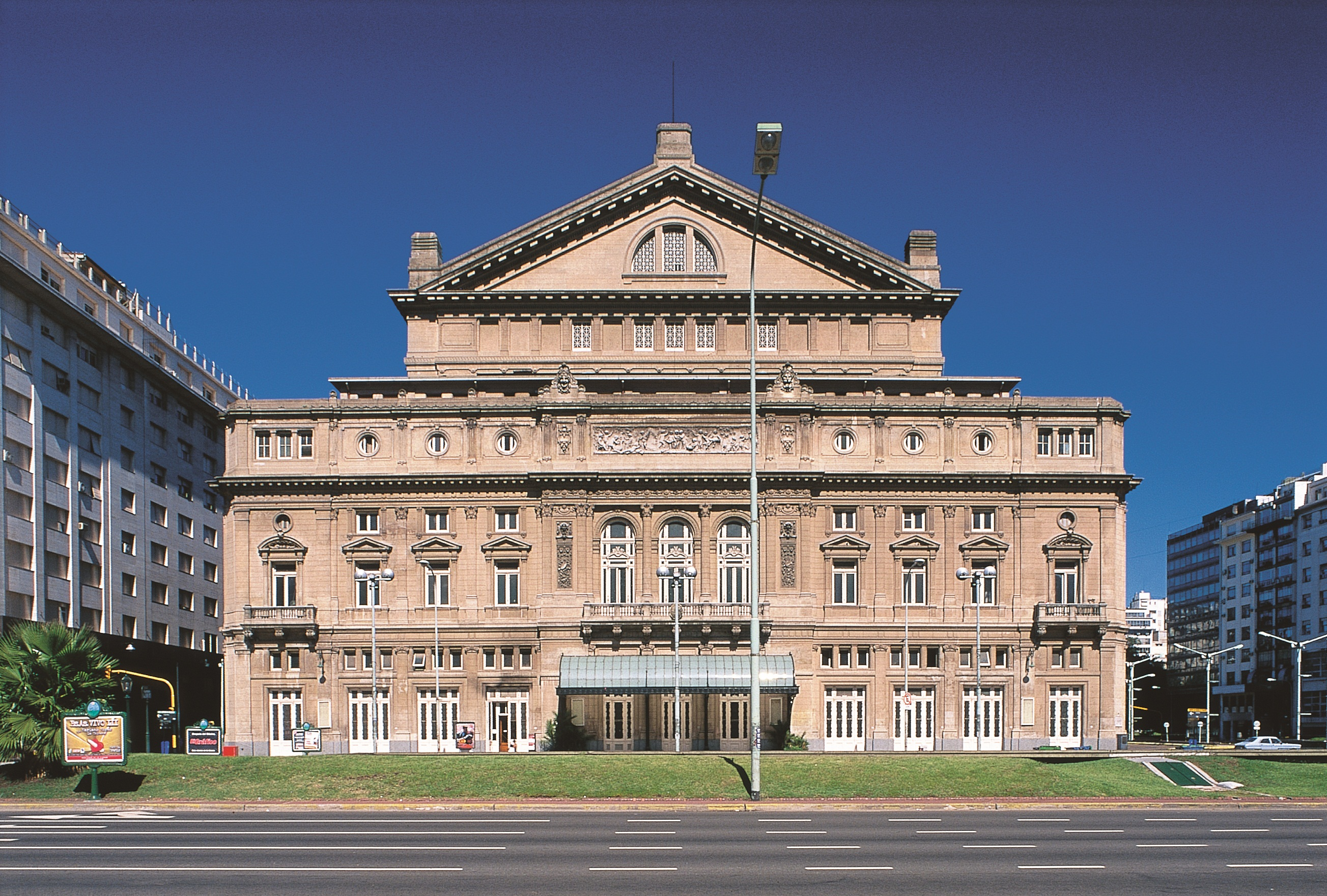
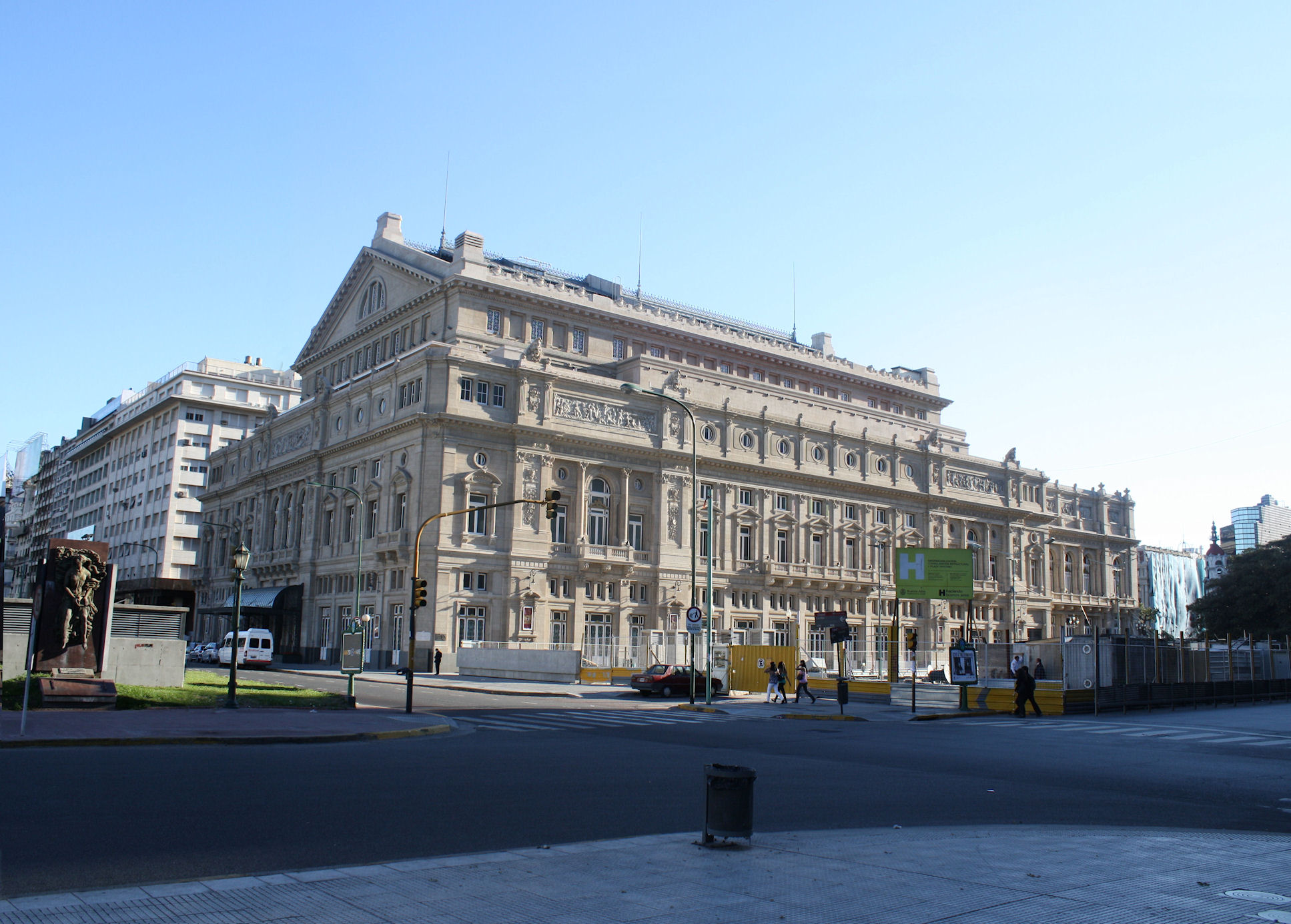

## Виноски
1. ↑  https://buenosaires.gob.ar/teatro-colon
2. ↑  Архівована копія. Архів оригіналу за 1 лютого 2013. Процитовано 19 лютого 2011.{{cite web}}:  Обслуговування CS1: Сторінки з текстом «archived copy» як значення параметру title (посилання)
3. ↑  IHT.com. Архів оригіналу за 9 січня 2009. Процитовано 9 січня 2009.
4. ↑  Архівована копія. Архів оригіналу за 7 січня 2012. Процитовано 19 лютого 2011.{{cite web}}:  Обслуговування CS1: Сторінки з текстом «archived copy» як значення параметру title (посилання) [Архівовано 2017-05-23 у Wayback Machine.]
5. ↑  The Teatro Colón rebirth will bring tiers to your eyes. The Daily Telegraph. 26 травня 2010. Архів оригіналу за 23 жовтня 2018. Процитовано 8 червня 2021. (англ.)
6. ↑  History of the Colón Theatre. Архів оригіналу за 17 травня 2008. Процитовано 30 листопада 2008. [Архівовано 2008-05-17 у Wayback Machine.]
7. ↑  Official site. Архів оригіналу за 12 лютого 2011. Процитовано 19 лютого 2011.
8. ↑  Архівована копія (PDF). Архів оригіналу (PDF) за 8 серпня 2017. Процитовано 19 лютого 2011.{{cite web}}:  Обслуговування CS1: Сторінки з текстом «archived copy» як значення параметру title (посилання)